# Salo Flohr
Salomon (Salo) Flohr (russisk: Флор, Саломон Михайлович tr. Salomon Mikhajlovitj Flor ; Født 21. november 1908 i Horodenka, Østrig-Ungarn – 18. juli 1983 i  Moskva, USSR) var en tjekkisk og senere sovjetisk skakstormester og skakskribent. Han var blandt verdens bedste skakspillere i 1930'erne.
Salo Flohr blev i 1937 udpeget af verdensskakforbundet FIDE som den næste udfordrer til verdensmesteren Aleksandr Alekhin, men FIDE havde på dette tidspunkt ingen myndighed over skakverdensmesterskabet, og før man havde fået matchbetingelserne på plads blev Flohr nr. otte og sidst i AVRO turneringen 1938, og havde dermed mistet rangen som førsteudfordrer.
Da Tyskland invaderede Tjekkoslovakiet i 1938 flygtede Flohr til Sovjetunionen, hvor han fik statsborgerskab i 1942. Hans resultater under og efter krigen nåede aldrig op på højderne fra før, og han blev ved matchturneringen VM i skak 1948, hvor man skulle finde Alekhins afløser, erstattet af Vasilij Smyslov. Han kvalificerede sig dog fra interzoneturneringen i 1948 til kandidatturneringen i 1950, hvor han sluttede på en ottendeplads. Derefter trak han sig tilbage og blev skakjournalist frem til sin død.